# Asenat
Asenat, Aseneth (hebr. אָסְנַת; imię pochodzenia egip. poświęcona Neit) – postać biblijna ze Starego Testamentu, według Księgi Rodzaju córka egipskiego kapłana Poti Fery (Petefresa, Pentefresa) z On, poślubiona przez faraona Józefowi. Urodziła mu dwóch synów, Manassesa i Efraima.
Biblijny wątek zaślubin Józefa i Asenat rozwinięty został w apokryficznym utworze Józef i Asenet rozbudowanym do formy romansu hellenistycznego. Romans ten przedstawia ją jako wyniosłą dziewczynę mieszkającą w baśniowym pałacu i aspirującą do poślubienia następcy tronu, która gardziła Józefem jako cudzoziemcem i wyzwoleńcem. Mimo to zakochała się w nim od pierwszego wejrzenia, a ponieważ różnica religii była dla Józefa przeszkodą nie do pokonania, po walce wewnętrznej i poście nawróciła się na judaizm i mogła zostać jego żoną. Syn faraona również starał się o jej względy, a gdy wybrała Józefa, postanowił go zabić, co ostatecznie się obróciło przeciwko jemu samemu.
Późniejsza tradycja rabinacka z powodu obowiązującego wyznawców judaizmu zakazu małżeństw mieszanych przedstawiała Asenat jako Żydówkę, córkę Diny i Sychema, która została adoptowana przez Potiferę. Nurt podtrzymujący całkowicie egipskie pochodzenie Asenat przedstawiał ją jako wzorzec konwersji na judaizm, a małżeństwo z Józefem po nawróceniu jako przykład warunku, pod jakim dopuszczalne są takie związki.
Z apokryfów przeszła do zachodniej literatury hagiograficznej, jej wspomnienie liturgiczne obchodzono 13 grudnia. W ikonografii Asenat ukazywana jest niekiedy w scenie błogosławieństwa udzielanego synom Józefa przez umierającego Jakuba (przykładem może być obraz Rembrandta Błogosławieństwo Jakuba).